# 舊上水警署

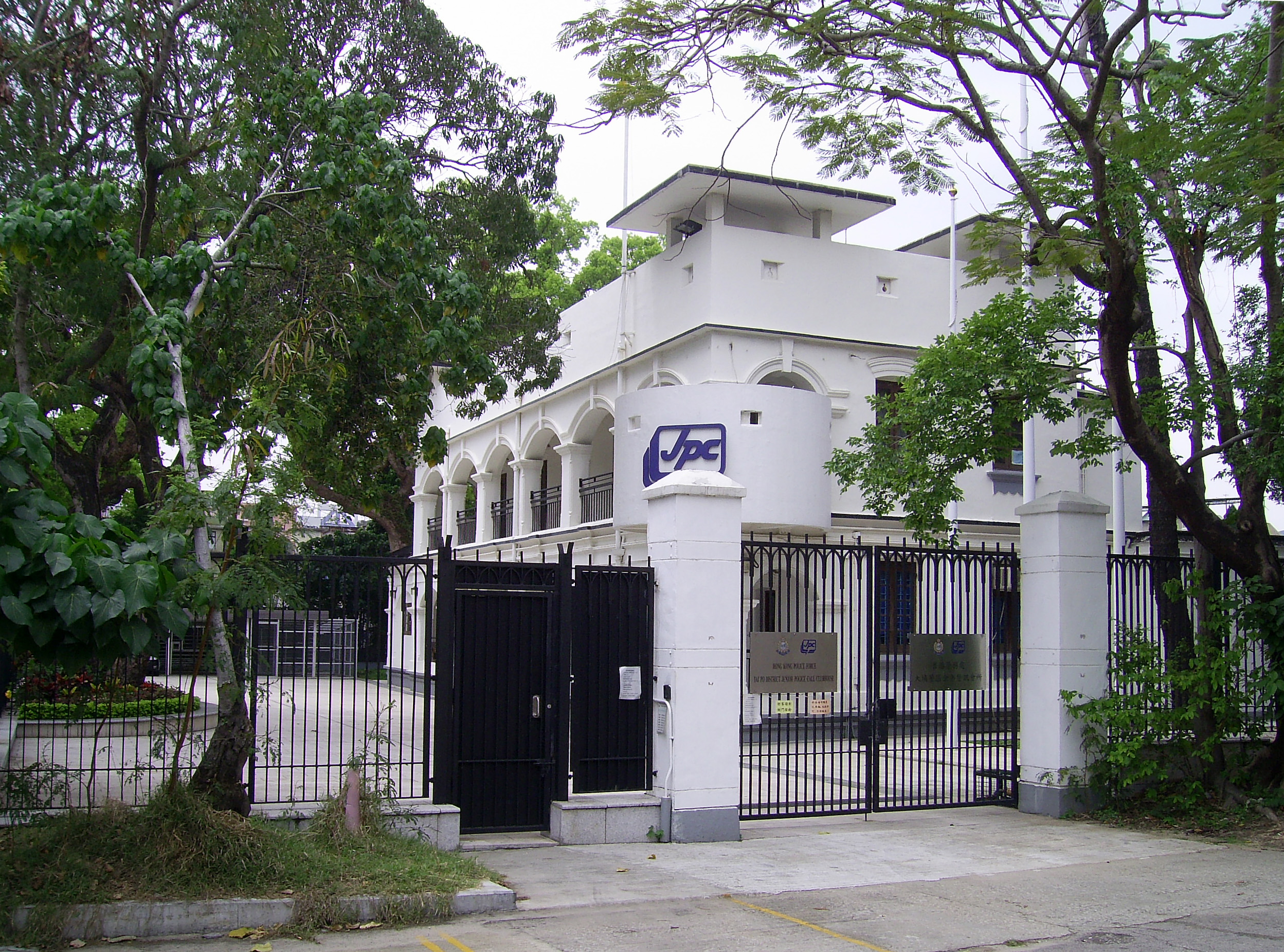
舊上水警署

舊上水警署（英語：Old Sheung Shui Police Station）位於新界上水上水鄉，在1902年建成，被古物古蹟辦事處列為二級歷史建築。現時警署已改建為大埔區少年警訊會所（英語：Tai Po District Junior Police Call Clubhouse）。:26

## 歷史
舊上水警署於1902年興建，是英國於1898年租借新界後旋即興建的的十三間警署之一。舊上水警署是新界第六個永久警署，故亦被稱為「六號警署」。1941年至1945年日本佔領香港期間曾改作上水憲兵部。1945年日本投降後先改為英軍總部，後再繼續由香港警隊之用。1979年3月，上水警署搬到位於粉嶺的新址，原址則改為警民關係組辦公室及少年警訊會所。1993年7月，整個建築用作少年警訊會所至今。:26

## 文物價值
舊上水警署是其中一間現存最古老的新界區警署，其位置在上水鄉中央 — 昔日北區最繁盛的地方之一，傳統宗族社交地點如廖萬石堂、明德堂及書塾等近在咫尺，附近有大量村屋圍繞，其位置反映當時英國需要在傳統社區中建立其統治威信，維持法律及社會秩序，同時亦能與傳統宗親社會和睦共處的策略，所以建築物能反映英國殖民地時代的歷史，擁有一定文物價值，故古物古蹟辦事處現建議列為二級歷史建築物。
另外一件關於舊上水警署的故事，在1915年，新界曾有老虎出沒，當時舊上水警署的警員接報到場，射殺老虎，但其中一個警員被咬死。事後老虎的頭被送往當時的大會堂作展覽，現時虎頭仍保存在警隊博物館供觀眾欣賞。
此外，因它有一口水井，過往警署亦負責向整個新界區內多個警崗供應食水。警署一直服務北區居民達四分之三個世紀，直至1978年才由新上水警署接替。當時除了擔當執法工作外，警署更提供免費疫苗防治瘧疾，而在水荒期間，警署更為打鼓嶺一帶居民供水。

## 建築特色
舊上水警署是典型的英國維多利亞時代建築，以新古典主義特色設計。兩層高的建築物正面有拱形的柱廊，是典型的熱帶殖民地建築，有助擋雨遮陽而又無礙通風。柱子上有少量裝飾，例如凸出的額枋、拱心石及模塊狀的柱子頂部等。最初屋頂是以中式瓦磚鋪成的斜頂，現時已經被更改為平頂。建築物兩旁有觀察用的塔、防衛用的矮墻和觀察孔。部分木門和窗戶仍然保留良好。

## 現時用途
1979年3月警署改建為前邊境區少年警訊會所，成為全港最大的少年警訊會址。1993年上水分區併入大埔警區，自此大樓由大埔警區接管。大樓在2006年重修，並增加更多康樂設施，包括電腦房、圖書館、攝影室、歷史室、無火煮食室及陶瓷室，舊飯堂則成為一個多用途禮堂。

## 外部連結
- 各區少年警訊會所中英文地址